# 蘇克雷區 (塞倫丁省)
6°56′29″S 78°08′10″W / 6.9413°S 78.1361°W
蘇克雷區（西班牙語：Distrito de Sucre），是秘魯的一個區，位於該國北部卡哈馬卡大區的塞倫丁省，始建於1857年1月2日，面積271平方公里，海拔高度2,612米，2005年人口5,816，人口密度每平方公里21人。